# Wilson (Teksas)
Wilson – miejscowość w Stanach Zjednoczonych, w stanie Teksas, w hrabstwie Lynn.